# Маргарита Лотаринзька (герцогиня Алансонська)
Маргари́та Лотари́нзька (1463, Водемон, Франція — 1521, Аржантан, Франція) — герцогиня Алансонська у шлюбі з герцогом Рене, пізніше черниця Кларисинького ордену. Свята Римської католицької церкви.

## Герцогиня Алансону
Маргарита Лотаринзька — молодша дочка графа де Водемон Феррі II й Іоланди Анжуйської. Втратила батька, коли їй було сім років, її виховував у Екс-ан-Провансі дідусь Рене Анжуйський. Коли 1480 року той помер, її відправили назад у Лотарингію до брата — Рене II. Він улаштував її шлюб з Рене, герцогом Алансонським, весілля відбулося в Тулі 14 травня 1488 року. Подружжя мало троє дітей.

## Черниця
Овдовівши 1492 року, управляла герцогством і виховувала дітей. Коли діти виросли, вирішила відмовитися від мирського життя і пішла в монастир Мортане. Пізніше привезла з собою в Аржантан декого з черниць, і з дозволу Папи Римського заснувала кларисинський монастир.
Постриглася в черниці 11 жовтня 1520 року. 2 листопада 1521 року, провівши рік в аскетизмі, померла у своїй келії у віці 62 років. Після закриття монастиря її тіло передано церкві Сен-Жермен в Аржантані. 1793 року під час Французької революції його осквернили і кинули в місце загального поховання.

## Канонізація
В березні 1921 року папа Бенедикт XV канонізував Маргариту Лотаринзьку, її свято припадає на 2 листопада.

## Родина
Чоловік — Рене, герцог Алансонський
Діти:
- Карл IV (1489—1524) — герцог Алансону і граф Першу від 1492 року, граф Арманьяку[ru] і Фрезенсаку[ru] і віконт Родезу[fr] від 1497 року
- Франсуаза (1490—1550) — герцогиня де Бомон і дю Мен від 1543; 1-й чоловік: від 1505 року Франсуа II[ru], герцог де Лонгвиль[ru]; 2-й чоловік: від 1513 року Карл IV де Бурбон, герцог Вандому
- Анна[ru] (1492—1562) — дама де Ла Герш, регентка Монферрато в 1518—1530 роках; чоловік: від 1508 року Гільйом XI Джованні[ru], маркіз Монферратський